# Президентские выборы в США (1800)
Президентские выборы в США 1800 года (англ. 1800 United States presidential election) иногда называют Революцией 1800 года. На этих выборах вице-президент Томас Джефферсон, победил президента Джона Адамса и стал третьим президентом США. Это был первый случай в истории, когда бы действующий президент США потерпел поражение в попытке избрания на второй срок. Также это первый в США случай «переигровки», когда бы обоими основными кандидатами в президенты становились те же люди, что и на предыдущих выборах. Кроме того, Джефферсон стал первым из основных кандидатов, кто пошел на новые президентские выборы после поражения на предыдущих (что затем стало большой редкостью в силу сложившихся позднее традиций американской политики).
Выборы привели к власти Демократическо-республиканскую партию и в конечном итоге вызвали распад Федералистской партии.
Кроме того, выборы показали недостатки принятой конституции. Выборщики имели каждый по два голоса, но могли голосовать только за президента, а вице-президентом автоматически становился кандидат, ставший вторым. Демократы-республиканцы планировали проголосовать таким образом, чтобы один из их выборщиков проголосовал лишь один раз и таким образом Томас Джефферсон набрал бы на один голос больше Аарона Бёрра, который бы становился вице-президентом при Джефферсоне. Однако в результате неразберихи оба кандидата от демократов-республиканцев получили равное количество голосов. Судьба будущего президента оказалась в руках Палаты представителей, где большинством тогда обладали федералисты. Чтобы лишить Джефферсона президентства, федералисты голосовали за Бёрра. Это привело к недельному тупику в дебатах. Лишь вмешательство лидера федералистов Александра Гамильтона, который ненавидел Бёрра больше, чем Джефферсона, разрешило вопрос в пользу последнего. Чтобы исключить в будущем подобную неопределённость, в 1804 году была принята Двенадцатая поправка к Конституции, которая позволяла выборщикам голосовать одним голосом за президента, а вторым — за вице-президента.

## Кандидаты
Обе партии впервые организовали собрания в Конгрессе для выдвижения своих кандидатов в президенты на предстоящих выборах. Федералисты выдвинули кандидатуры действующего президента Джона Адамса из Массачусетса и Чарльза Коутсуорта Пинкни из Южной Каролины. Пинкни участвовал в войне за независимость США, а затем служил министром во Франции. Демократо-республиканцы выдвинули кандидатуры вице-президента Томаса Джефферсона из Виргинии и бывшего сенатора Аарона Бёрра из Нью-Йорка. Джефферсон занял второе место на предыдущих выборах и стал соучредителем партии вместе с Джеймсом Мэдисоном и другими, в то время как Бёрр был популярен в важном с точки зрения выборов штате Нью-Йорк.

### Кандидаты от Федералистов
- Президент
Джон Адамс
из Массачусетса
- Бывший
посол во Франции
Чарльз 
Пинкни
из Южной Каролины

### Кандидаты от Демократов-республиканцев
- Вице-президент
Томас Джефферсон
из Виргинии
- Бывший
Сенатор
Аарон Бёрр
из Нью-Йорка

## Всеобщие выборы

### Избирательная кампания
Хотя выборы 1800 года были повторением выборов 1796 года, они открыли новый тип американской политики, двухпартийную республику и ожесточённую кампанию за кулисами и в прессе. Вдобавок к этому на выборах столкнулись Адамс и Джефферсон, которые раньше были близкими союзниками, а превратились в политических врагов. Впервые в истории США на этих выборах были применены предвыборные технологии. Кампания была ожесточённой и характеризовалась клеветой и личными нападками с обеих сторон. Федералисты распространяли слухи о том, что демократы-республиканцы были радикальными атеистами, которые разрушат страну (на основе демократически-республиканской поддержки Французской революции). В 1798 году Джордж Вашингтон жаловался, «что вы можете так же быстро вычистить чернокожего мавра добела, как и изменить принципы мнимого демократа; и что он не оставит без внимания ничего, что могло бы свергнуть правительство этой страны». Между тем демократы-республиканцы обвинили федералистов в подрыве республиканских принципов с помощью законов об иностранцах и подстрекательстве к мятежу, некоторые из которых были позже объявлены неконституционными после истечения срока их действия Верховным судом, и в их поддержке иностранных иммигрантов; они также обвинили федералистов в том, что они поддерживают Великобританию и другие страны коалиции в их войне с Францией, чтобы продвигать аристократические, антидемократические ценности.
На Адамса напали как оппозиционные демократы-республиканцы, так и группа так называемых «высоких федералистов», поддерживающая Александра Гамильтона. Демократы-республиканцы считали внешнюю политику Адамса слишком благоприятной по отношению к Великобритании; опасались, что новая армия, призванная на Квазивойну, будет угнетать народ; выступали против новых налогов для оплаты войны; и критиковали законы об иностранцах и подстрекательстве к мятежу как нарушение прав штатов и Конституции. «Высокие федералисты» считали Адамса слишком умеренным и вместо этого предпочли бы руководство Александром Гамильтоном.
Гамильтон явно потерял терпение по отношению к Адамсу и хотел, чтобы новый президент был более восприимчив к его целям. Во время президентства Вашингтона Гамильтон смог повлиять на реакцию федерального правительства на восстание виски (которое угрожало власти правительства взимать налоги с граждан). Когда Вашингтон объявил, что не будет баллотироваться на третий срок, федералисты широко признали Адамса следующим в очереди.
Гамильтон, похоже, надеялся в 1796 году, что его влияние в администрации Адамса будет таким же или даже большим, чем влияние Вашингтона. К 1800 году Гамильтон осознал, что Адамс был слишком независимым, и считал кандидата в вице-президенты от федералистов Чарльза Коутсуорта Пинкни из Южной Каролины более подходящим для служения интересам Гамильтона. В его третьей попытке саботажа против Адамса, Гамильтон тайно планировал избрать Пинкни на пост президента. Учитывая отсутствие у Пинкни политического опыта, можно было ожидать, что он будет открыт для влияния Гамильтона. Однако план Гамильтона имел неприятные последствия и нанёс ущерб партии федералистов, особенно после одного из его писем, резкой критики Адамса, занимавшего пятьдесят четыре страницы, которое попало в руки демократа-республиканца и вскоре после этого стал достоянием гласности. Это смутило Адамса и нанесло ущерб усилиям Гамильтона от имени Пинкни, не говоря уже об ускорении собственного политического упадка Гамильтона.
Современные неортодоксальные методы публичной агитации, использовавшиеся в 1800 году, были впервые применены напарником Джефферсона и руководителем кампании Аароном Бёрром, которому некоторые историки приписывают изобретение современного процесса предвыборной агитации.
Адвокаты Джефферсона предприняли несколько важных мер, в частности они опубликовали его краткую биографию с комментариями — первую биографию Джефферсона. В последующем, ни одна из президентских кампаний в США не потребовала специального биографического освещения жизни претендента. Чтобы придать своему делу ещё большую массовую популярность, республиканские активисты пишут песню «Джефферсон и свобода». Затем в Мэриленд запустили слух о смерти Джефферсона, республиканская «Балтимор Америкен» напечатала это сообщение 30 июня 1800 г. Через пять дней, в течение которых федералисты, и особенно их отряды в Новой Англии, испытали немало приливов самых разнообразных чувств, та же газета возвестила: «Джефферсон жив».

#### Изменения метода выбора
Приверженцы с обеих сторон искали любую выгоду, которую могли найти. В нескольких штатах это включало изменение процесса выбора избирателей для обеспечения желаемого результата. В Джорджии законодатели-республиканцы заменили всенародное голосование избранием законодательным собранием штата. Законодатели-федералисты сделали то же самое в Массачусетсе и Нью-Гэмпшире. Это могло иметь некоторые непредвиденные последствия в Массачусетсе, где состав делегации в Палате представителей изменился с 12 федералистов и 2 республиканцев на 8 федералистов и 6 республиканцев, возможно, в результате негативной реакции со стороны электората. Пенсильвания также перешла к законодательному выбору, но это привело к разделению голосов избирателей поровну. Виргиния перешла от избирательных округов к принципу «победитель получает всё», что, вероятно, лишило федералистов одного или двух голосов.

### Голосование
Поскольку в 1800 году каждый штат сам выбирал день голосования, выборы длились с апреля по октябрь. В апреле благодаря мобилизации голосов Бёрром в Нью-Йорке удалось обратить вспять большинство федералистов в законодательном собрании штата, чтобы оказать решающую поддержку демократически-республиканскому списку. Осенью 1800 года, когда две партии разделили 63-63 голоса в Коллегии выборщиков, последний штат, принявший участие в голосовании, Южная Каролина, выбрал восемь республиканцев, чтобы присудить победу на выборах Джефферсону и Бёрру.
В соответствии с Конституцией Соединённых Штатов в её тогдашнем виде каждый выборщик подавал два голоса, и кандидат, набравший большинство голосов, избирался президентом, а вице-президентский пост переходил к занявшему второе место. Поэтому федералисты организовали голосование так, чтобы один из их избирателей проголосовал за Джона Джея, а не за Пинкни. У республиканцев был аналогичный план, чтобы один из их избирателей отдал голос за другого кандидата вместо Бёрра, но он не смог его реализовать, таким образом, все выборщики-республиканцы отдали свои голоса и за Джефферсона, и за Бёрра, всего 73 голоса за каждого из них. Согласно положению Конституции Соединённых Штатов, ничья в делах такого типа должна была решаться Палатой представителей, при этом каждый штат имел один голос. Хотя выборы в Конгресс 1800 года передали контроль над Палатой представителей республиканцам с 68 местами против 38 у федералистов, решение о президентских выборах должно было быть принято уходящей палатой, которая была избрана на выборах в Конгресс 1798 года (в то время все новые президентские сроки и сроки полномочий Конгресса начинались 4 марта года после национальных выборов). В уходящей Палате федералисты сохранили большинство в 60 мест против 46.

### Споры

#### Повреждённый сертификат
Когда избирательные бюллетени были вскрыты и подсчитаны 11 февраля 1801 года, оказалось, что свидетельство об избрании от Джорджии было дефектным: хотя было ясно, что выборщики отдали свои голоса за Джефферсона и Бёрра, сертификат не имел предусмотренной конституцией формы «Списка всех лиц, за которых проголосовали, и количества голосов за каждого». Вице-президент Джефферсон, который подсчитывал голоса в своей роли президента Сената, немедленно посчитал голоса Джорджии как голоса за Джефферсона и Бёрра, и никаких возражений не было высказано. Если бы оспариваемые бюллетени Джорджии были отклонены по этим техническим причинам, Джефферсон и Бёрр остались бы с 69 голосами каждый, или на один голос меньше 70 голосов, необходимых для большинства, а это означает, что потребовались бы условные выборы между пятью лучшими финишировавшими (Джефферсон, Бёрр, действующий президент Джон Адамс, Чарльз Пикни и Джон Джей) в Палате представителей. С учётом этих голосов общее количество голосов за Джефферсона и Бёрра составило 73, что дало им большинство от общего числа, но они были равны.

## Результаты выборов
| Штат \ кандидат   | Томас Джефферсон | Аарон Бёрр | Джон Адамс | Чарльз Пинкни | Джон Джей | Количество выборщиков |
| ----------------- | ---------------- | ---------- | ---------- | ------------- | --------- | --------------------- |
| Коннектикут       | -                | -          | 9          | 9             | -         | 9                     |
| Делавэр           | -                | -          | 3          | 3             | -         | 3                     |
| Джорджия          | 4                | 4          | -          | -             | -         | 4                     |
| Южная Каролина    | 8                | 8          | -          | -             | -         | 8                     |
| Северная Каролина | 8                | 8          | 4          | 4             | -         | 12                    |
| Кентукки          | 4                | 4          | -          | -             | -         | 4                     |
| Мериленд          | 5                | 5          | 5          | 5             | -         | 10                    |
| Массачусетс       | -                | -          | 16         | 16            | -         | 16                    |
| Нью-Гэмпшир       | -                | -          | 6          | 6             | -         | 6                     |
| Нью-Джерси        | -                | -          | 7          | 7             | -         | 7                     |
| Нью-Йорк          | 12               | 12         | -          | -             | -         | 12                    |
| Пенсильвания      | 8                | 8          | 7          | 7             | -         | 15                    |
| Род-Айленд        | -                | -          | 4          | 3             | 1         | 4                     |
| Теннесси          | 3                | 3          | -          | -             | -         | 3                     |
| Вермонт           | -                | -          | 4          | 4             | -         | 4                     |
| Виргиния          | 21               | 21         | -          | -             | -         | 21                    |
| Всего             | 73               | 73         | 65         | 64            | 1         | 138                   |

## Условные выборы
В феврале 1801 года члены Палаты представителей проголосовали по штатам, чтобы определить, кто станет президентом — Джефферсон или Бёрр. Было шестнадцать штатов, каждый из которых имел один голос; для победы требовалось абсолютное большинство в девять человек. Именно уходящей Палате представителей, контролируемой Партией федералистов, было поручено избрать нового президента. Джефферсон был заклятым врагом федералистов, и фракция представителей федералистов пыталась заблокировать его и избрать Бёрра. Большинство федералистов проголосовало за Бёрра, в результате чего Бёрр получил шесть из восьми штатов, контролируемых федералистами. Все семь делегаций, контролируемых республиканцами, проголосовали за Джефферсона, и единственный представитель федералистов Джорджии также проголосовал за него, что дало ему восемь штатов. Делегация Вермонта разделилась поровну и проголосовала незаполненным бюллетенем. В оставшемся штате, Мэриленд, было пять представителей федералистов против трёх республиканцев; один из его представителей-федералистов проголосовал за Джефферсона, вынудив эту делегацию штата также проголосовать незаполненным бюллетенем.
Публично Бёрр хранил молчание с середины декабря 1800 до середины февраля 1801 года, когда подсчитывались голоса выборщиков. За кулисами он столкнулся с растущим давлением внутри партии с требованием уйти в сторону, если он и Джефферсон сравняют голоса выборщиков. Однако возникла путаница относительно того, мог ли Бёрр просто уступить пост президента Джефферсону и стать вице-президентом, или же он был бы вынужден полностью уйти и позволить одному из кандидатов от федералистов стать вице-президентом, как это предусмотрено Конституцией. Тем не менее, он отказался отречься от поста президента, написав в декабре 1800 года представителю Сэмюэлю Смиту, что он не «обязуется уйти в отставку», если его выберут президентом, добавив, что этот вопрос был «ненужным, необоснованным и дерзким». Ходили слухи, что представитель Джеймс А. Баярд — якобы от имени Бёрра — обратился к Смиту и Эдварду Ливингстону с предложениями политических назначений, если они проголосуют за Бёрра.
Правда это или нет, но республиканцы в Палате представителей, которые с самого начала кампании 1800 года рассматривали Джефферсона как своего кандидата в президенты, а Бёрра — как вице-президента, столкнулись с двумя претящими возможными исходами, когда Палата представителей собралась для голосования: федералисты могли добиться победы Бёрра; или федералисты могут отказаться выйти из тупика, оставив госсекретаря-федералиста Джона Маршалла исполняющим обязанности президента. Однако ничего не произошло, в основном из-за энергичного противодействия Гамильтона Бёрру. Гамильтон начал яростную кампанию по написанию писем, чтобы заставить представителей федералистов изменить точку зрения. Он призвал федералистов поддержать Джефферсона, потому что он был «далеко не таким опасным человеком», как Бёрр; короче говоря, он скорее предпочёл бы иметь кого-то с неправильными принципами, чем кого-то без таковых.
С 11 по 17 февраля Палата представителей подала в общей сложности 35 бюллетеней; каждый раз за Джефферсона голосовали восемь делегаций штатов, что на одну меньше необходимого большинства из девяти. 17 февраля в ходе 36-го голосования Баярд изменил свой голос с Бёрра на отказ от выбора, к нему присоединились его союзники в Мэриленде и Вермонте. Это изменило количество голосов в Мэриленде и Вермонте с отсутствия выбора на Джефферсона, что дало ему голоса 10 штатов и пост президента. Четыре представителя Южной Каролины, все федералисты, также изменили свой выбор Бёрра с 3-1 на четыре воздержавшихся.
Из-за опыта этих и предыдущих выборов настроения в отношении нового способа избрания президента и вице-президента значительно возросли, что привело к принятию 12-й поправки.